# 弗萊明冰川
69°25′S 66°40′W / 69.417°S 66.667°W
弗萊明冰川（英語：Fleming Glacier）是南極洲的冰川，位於帕爾默地，全長46公里，最終在沃迪冰架以東注入福斯特山麓冰川，由英國探險隊繪入地圖，以地質學家命名。